# 剥かせて!竜ケ崎さん
『剥かせて！竜ケ崎さん』（むかせて！りゅうがさきさん）は一智和智による日本の漫画作品。Twitterとpixivにおける投稿を契機に『コミックガルド』（オーバーラップ）で2018年11月27日より連載中。

## ストーリー
1章（1話 − 21話）
爬虫類や抜け殻に興奮する高校生遊上(ゆがみ)は、トカゲなどの生物の特徴を併せ持つリザードマンの同級生竜ケ崎(りゅうがさき)の脱皮を、ひそかに収集し自室で等身大フィギュアのように復元していたところを竜ケ崎本人に露見してしまう。しかし遊上は竜ヶ崎の脱皮を貰うためにむしろ積極的に竜ケ崎に接近するようになり、一方で竜ケ崎は遊上へ思いを寄せ始める。ある日、遊上は自身が竜ケ崎に恋をしているのかと自問自答した結果、竜ケ崎の脱皮を自身の身体中に貼り付ける奇行に走る。そしてタイミング悪くそこに訪れた竜ケ崎がその姿を見て困惑する中、遊上は竜ケ崎に告白する。しかし、母親が帰ってきたことに慌てた遊上がその格好のままベランダから落下し、全裸体で人目から逃走する姿を撮影されインターネットで拡散されてしまう。
2章（22話 − ）
竜ケ崎と遊上の仲は進展しつつも、全裸で街を走った少年として高校内でも認知されてしまっている遊上は人前では深く関わらないようにしようと竜ケ崎に提案する。しかし転校してきた獣人の熊谷や竜ケ崎のリザードマン家族との遭遇を経て、遊上と竜ケ崎は正しく恋人の仲になる。

## 登場人物
遊上 学（ゆがみ まなぶ）
本作の主人公。爬虫類好きの高校生。幼少期から人見知りであり、友達が少ない。爬虫類全般の知識があり、脱皮に興奮する。1話で竜ケ崎に脱皮採集を知られたため、それ以降は堂々と竜ケ崎に接し始める。天然な性格であり、女性の身体についても詳しく知らない。当初、竜ケ崎の脱皮のみに興味があったが、竜ケ崎本人へ好意を持ち始めた。なお、2章で恋人の仲に発展した。太鼓を使う音楽ゲームが得意。なお、自分がとてつもないことをしている変態だと自覚している。
竜ケ崎 美咲（りゅうがさき みさき）
爬虫類の特徴を持つリザードマン（亜人・獣人）である。クラスメイトの遊上が爬虫類好きだと知り、遊上に好意を持ち始めた。なお、抜け殻の方に興味があると知り落胆した。心拍数の上昇で高揚するとリザードマンに獣化する。グミはオレンジ味が好き。手はヤモリのような剛毛（微小な毛）で壁登りができ、舌はカメレオンのように長く伸ばせる。2章から「変態（すきなひと）」として遊上と積極的に接触する。26話から自身を「竜ケ崎」と呼ぶ。熊谷から「…ふたり付き合ってるんですか？」と聞かれた際に「うん！」と肯定した。
熊谷
ツキノワグマに獣化する亜人間。転校の不安から獣化してしまい、下校していた遊上と竜ケ崎に対して攻撃した。戦闘後、竜ケ崎と遊上と親友になった。なお、獣化中も対話が可能である。
ハチ
26話から登場。スズメバチのような蜂であり、あらすじとナレーターの役割を果たす。29話で竜ケ崎に見つかったが、とっさの「ひらめき」で逃げた。その後も「物知りなハチさん」として活躍する。竜ケ崎と熊谷の戦闘時は実況した。
澤村
遊上をいじめていた男子クラスメイト。竜ケ崎が校舎内で暴走した際に遊上が澤村を守ったことから改心し、遊上と友達になった。
神威先生
高校の養護教諭。竜ケ崎がリザードマンだと知っている。竜ケ崎が校舎内で獣化した際に自力で人間に戻ったため、亜人保護局に連絡しなかった。
遊上の母親
遊上の母親だが、息子の性癖を知らない。
竜ケ崎のおばあちゃん
31話に登場。迷子のところを遊上が助けた。リザードマンの血が濃く、その影響で死ぬまで成長し続けるため、身長がとても高い。
まんが家
おまけで登場。『剥かせて！竜ケ崎さん』の単行本を宣伝する。塗壁のような体格であり、間違えて『便利屋斎藤さん、異世界に行く』も紹介した。作者である。

## 用語
竜ケ崎の脱皮
年に数回、リザードマンである竜ケ崎に発生する生理現象。
竜ケ崎の等身大フィギュア
竜ケ崎の脱皮を遊上が復元したもの。1話時点では1つだったが少しずつ増加していく。
遊上変態衝動計測メーター「オーバーラップ」
31話から登場。遊上が興奮してリビドーが高まるとメーターが上昇する。
遊上すきすきメーター
竜ケ崎がどのくらい遊上のことが好きなのかを表現したもの。「肉体的に同一化したい」と「精神的に同一化したい」の二つがある。
亜人保護局（獣人管理局）
亜人や獣人などを保護する施設。人間界でトラブルを発生させた場合、施設で更生プログラムを受ける。社会復帰に数年かかることがある。

## 書誌情報
- 一智和智『剥かせて！竜ケ崎さん』オーバーラップ〈コミックガルド〉、既刊5巻（2024年3月25日現在）
  1. 2019年5月25日発売[書誌 1]、ISBN 978-4-86554-500-5
  2. 2020年6月25日発売[書誌 2]、ISBN 978-4-86554-689-7
  3. 2021年3月25日発売[書誌 3]、ISBN 978-4-86554-877-8
  4. 2022年8月25日発売[書誌 4]、ISBN 978-4-8240-0281-5
  5. 2024年3月25日発売[書誌 5]、ISBN 978-4-8240-0775-9

### 書誌出典
1. ↑  “『剥かせて！竜ケ崎さん』1”.   コミックガルド. 2021年3月5日閲覧。
2. ↑  “『剥かせて！竜ケ崎さん』2”.   コミックガルド. 2021年3月5日閲覧。
3. ↑  “『剥かせて！竜ケ崎さん』3”.   コミックガルド. 2021年3月25日閲覧。
4. ↑  “『剥かせて！竜ケ崎さん』4”.   コミックガルド. 2022年8月25日閲覧。
5. ↑  “『剥かせて！竜ケ崎さん』5”.   コミックガルド. 2024年3月25日閲覧。